# Krasnoziorskoje
Krasnoziorskoje – osiedle typu miejskiego w Rosji, w obwodzie nowosybirskikm. W 2009 liczyło 10 408 mieszkańców.